# Gültan Kışanak

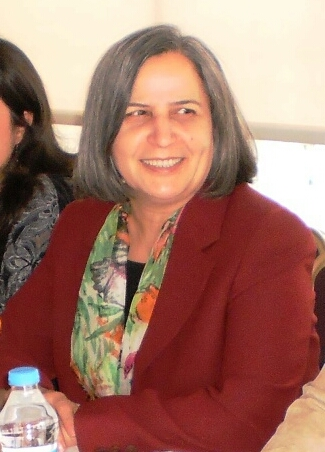
Gültan Kışanak, 2013

Gültan Kışanak (* 15. Juni 1961 in Elazığ, Türkei) ist eine türkische Politikerin kurdischer Abstammung und ehemalige Oberbürgermeisterin der Stadt Diyarbakır. Kışanak war zuvor Abgeordnete der Partei des Friedens und der Demokratie (BDP) im türkischen Parlament und Co-Vorsitzende der BDP. Daneben war sie Beraterin und Koordinatorin für Sozialprojekte der Stadtverwaltung Bağlar in der „Büyükşehir belediyesi“ (Großstadtkommune) Diyarbakır.
Sie sitzt seit 2016 in der Türkei im Gefängnis und wurde 2019 wegen „Mitgliedschaft in einer terroristischen Vereinigung“ zu 14 Jahren und drei Monaten verurteilt.

## Leben
Kışanak studierte zunächst Türkisch an der Dicle-Universität in Diyarbakır, brach das Studium jedoch ab. 1986 begann Kışanak das Studium Journalismus und Öffentlichkeitsarbeit an der Fakultät für Kommunikationswissenschaften der Ege Üniversitesi in Izmir. Nach Abschluss des Studiums 1990 arbeitete sie als Journalistin für verschiedene Zeitungen, unter anderem 1991 für die Yeni Ülke. 1992 war sie Adana-Korrespondentin der Özgür Gündem. Später wurde sie Chefredakteurin der Zeitung in Istanbul. Nach dem Verbot der Zeitung arbeitete sie in leitender Funktion für die Özgür Ülke. Bis 2002 war sie bei verschiedenen Zeitungen tätig, unter anderem als Kolumnistin für die Yeniden Özgür Gündem.

## Politik
Sie kandidierte erfolgreich als unabhängige Kandidatin für die Parlamentswahlen in der Türkei 2007 für die Provinz Diyarbakır. Nach der Wahl trat sie der Partei der Demokratischen Gesellschaft (DTP) bei. Kışanak erschien in dem 2008 gedrehten Film “What a beautiful democracy”, der über den Wahlkampf der türkischen Frauen berichtet.
Anfang 2009 bereitete sie einen Gesetzentwurf vor, um den Gebrauch der Buchstaben Q, W und X aus der Kurmanci-Fassung des lateinischen Alphabets in der türkischen Öffentlichkeit zu erlauben.
Nach dem Verbot der DTP am 11. Dezember 2009 trat Gültan Kışanak der BDP bei. Von der BDP wurde Kışanak 2010 gemeinsam mit Selahattin Demirtaş zu den Co-Vorsitzenden gewählt. Bis 2014 blieb sie die Ko-Vorsitzende. Für die Parlamentswahlen im Juni 2011 stellte sie sich als unabhängigen Kandidatin für die Provinz Siirt auf und wurde wieder gewählt. Bei der Kommunalwahl 2014 kandidierte sie für das Oberbürgermeisteramt der Großstadt Diyarbakir und gewann mit etwa zwei Drittel der Stimmen.

## Strafverfolgung und Prozesse
Nach dem Militärputsch 1980 wurde sie mit 19 Jahren festgenommen und im Militärgefängnis in Diyarbakir gefoltert. So wurde sie für sechs Monate in die Hundehütte des Hundes des Gefängnisdirektors Esat Oktay Yıldıran eingesperrt, weil sie nicht aufstand, als der Direktor hereinkam. Insgesamt blieb sie damals 2 Jahre im Gefängnis.
Am Abend des 25. Oktober 2016 wurde sie festgenommen und in Untersuchungshaft genommen. Laut einem Bericht der staatlichen Nachrichtenagentur Anadolu werden Verbindungen oder Kontakte zur PKK vorgeworfen. An ihrer statt nehmen bis auf weiteres staatliche Treuhänder des türkischen Innenministeriums wie bereits in ähnlichen Fällen die Amtsgeschäfte wahr.
Im November 2016 gab die Staatsanwaltschaft laut NTV  bekannt, dass sie wegen Propaganda für die PKK und der Gründung und Leitung einer bewaffneten Terrororganisation eine Haftstrafe von 230 Jahre für Kışanak fordert.
Im Juli 2018 kam es laut mehreren Nachrichtenportalen zu einer Gerichtsverhandlung, bei der die Staatsanwaltschaft die Forderung nach einer Haftstrafe von 230 Jahren Haft wegen „Gründung und Leitung einer Organisation“ sowie der Unterstützung der PKK und der DTK bestätigte.

## Privatleben
Gültan Kışanak ist verheiratet, Mutter einer Tochter und bekennt sich zur Konfession der Aleviten.

## Filme
- 2008 What a beautiful democracy, ein Film über den Wahlkampf der Frauen.[3]
- 2013 Hevî – Hoffnung, in diesem Dokumentarfilm über die Rechte der Frauen und Kurden von Yüksel Yavuz war Gültan Kışanak eine der 4 porträtierten Frauen.[13]
- 2015 war sie eine Gesprächspartnerin in dem auf arte ausgestrahlten Dokumentarfilm Öcalan und die kurdische Frage von Luis Miranda.[14]